# باب‌اسفنجی شلوارمکعبی: آلبوم زرد
آلبوم زرد سومین موسیقی متن برای مجموعه تلویزیونی پویانمایی باب اسفنجی شلوارمکعبی است. این آلبوم اغلب مجموعه ای از آهنگ‌های سریال است که ژانرهای مختلف را شامل می‌شود. این آلبوم در تاریخ ۱۵ نوامبر ۲۰۰۵ منتشر شد. این آلبوم از سال ۲۰۰۹ تاکنون حدود ۳۰ هزار نسخه در ایالات متحده فروخته‌است. عنوان و جلد تحت تأثیر آلبومی از گروه بیتلز به نام " آلبوم سفید " است.

جلد آلبوم در آی تونز و گوگل پلی.

## لیست آهنگ
| شماره | نام                                         | مدت  |
| ----- | ------------------------------------------- | ---- |
| ۱.    | «SpongeBob SquarePants Theme Song»          | ۰:۴۴ |
| ۲.    | «Sweet Victory (اجرا توسط دیوید گلن آیزلی)» | ۲:۰۶ |
| ۳.    | «Ripped Pants»                              | ۱:۱۶ |
| ۴.    | «Doing the Sponge»                          | ۱:۳۱ |
| ۵.    | «He's Flying»                               | ۱:۳۳ |
| ۶.    | «Gary's Song»                               | ۲:۲۵ |
| ۷.    | «Sweater Song»                              | ۰:۳۱ |
| ۸.    | «Hey All You People»                        | ۰:۴۲ |
| ۹.    | «Bubble Beat Box»                           | ۱:۰۲ |
| ۱۰.   | «Underwater Sun (اجرا توسط Lux Interior)»   | ۱:۳۰ |
| ۱۱.   | «Bossy Boots Song»                          | ۱:۳۵ |
| ۱۲.   | «When Worlds Collide»                       | ۱:۱۵ |
| ۱۳.   | «Jelly Fish Jam»                            | ۱:۴۲ |
| ۱۴.   | «Campfire Song Song»                        | ۰:۵۶ |
| ۱۵.   | «Hey Mean Mr. Bossman»                      | ۰:۴۰ |
| ۱۶.   | «Stadium Rave»                              | ۱:۰۷ |
| ۱۷.   | «All You Need Is Friends»                   | ۰:۵۰ |
| ۱۸.   | «Nick's B. Danube»                          | ۰:۳۴ |
| ۱۹.   | «That's What Friends Do»                    | ۰:۳۲ |
| ۲۰.   | «You're Old»                                | ۲:۲۰ |